# Una rotonda sul mare (programma televisivo)
Una rotonda sul mare è stato un programma televisivo italiano andato in onda per due edizioni nelle estati del 1989 e 1990. La trasmissione era un varietà musicale, condotto in entrambe le edizioni da Red Ronnie coadiuvato da Marco Predolin (1989) e Mara Venier (1990), in onda il venerdì in prima serata su Canale 5.
Il titolo era ispirato alla celebre canzone omonima degli anni sessanta di Fred Bongusto.

## La trasmissione
Ideale prosecuzione di un'altra trasmissione simile condotta da Red Ronnie nel 1989, Vent'anni dopo, si trattava di una gara tra interpreti sulle note di brani musicali degli anni sessanta, allargata poi a canzoni degli anni settanta nella seconda edizione.
Gli interpreti originali venivano chiamati a reinterpretare i propri pezzi e ad affrontarsi in una gara di scontri ad eliminazione diretta. Il programma contribuì a rilanciare tanti artisti "dimenticati".
Ad esprimere il proprio giudizio sui brani in gara, il pubblico composto da genitori e figli, equamente divisi tra ventenni e quarantenni, attraverso l'applausometro.

### La prima edizione (1989)
La prima edizione della trasmissione fu proposta dal 7 luglio all'8 settembre 1989 il venerdì in prima serata. Conduttori furono Red Ronnie e Marco Predolin con la partecipazione di Massimo Boldi e Teo Teocoli.
Vincitore risultò Maurizio Vandelli (ex leader del gruppo Equipe 84) con il brano 29 settembre davanti a Don Backy con Poesia.

#### Finalisti
- Maurizio Vandelli - Io ho in mente te e 29 settembre
- Don Backy - Poesia
- Paolo Mengoli - Perché l'hai fatto
- Jimmy Fontana - Il mondo
- Little Tony - Riderà
- Dik Dik - Sognando la California
- Gianni Pettenati - Bandiera gialla
- Gino Paoli - Sapore di sale
- Iva Zanicchi - Come ti vorrei
- Nino Ferrer - La pelle nera
- Rocky Roberts - Stasera mi butto

#### Altri partecipanti
- Anna Identici - Quando m'innamoro
- Betty Curtis - Chariot
- Bruno Lauzi - Ritornerai
- Camaleonti - L'ora dell'amore e Applausi
- Carmen Villani - Bada Caterina
- I Corvi - Un ragazzo di strada
- Dik Dik - Senza luce
- Dino - La tua immagine
- Don Backy - L'amore
- Edoardo Vianello - Pinne fucile e occhiali e I watussi
- Enzo Jannacci - Vengo anch'io...no, tu no
- Franco Tozzi - I tuoi occhi verdi
- Formula 3 - Questo folle sentimento
- Fred Bongusto - Amore fermati e Frida
- Gens - In fondo al viale
- Gian Pieretti - Il vento dell'est
- Gigliola Cinquetti - Quelli eran giorni
- Gino Paoli - Vedrai vedrai
- Gino Santercole - Una carezza in un pugno
- Giuliano e i Notturni - Il ballo di Simone
- Joe Sentieri - Quando vien la sera
- Le Orme - Senti l'estate che torna
- Louiselle - Andiamo a mietere il grano
- Mal - Pensiero d'amore e Yeaaah
- Mario Tessuto - Lisa dagli occhi blu
- Maurizio - Cinque minuti e poi... e L'amore è blu
- Mauro Lusini - C'era un ragazzo che come me amava i Beatles e i Rolling Stones
- Michele - Se mi vuoi lasciare e Dite a Laura che l'amo
- Mino Reitano - Avevo un cuore (che ti amava tanto)
- Nico dei Gabbiani - Parole
- Nico Fidenco - Legata a un granello di sabbia
- Nicola Arigliano - I Sing "Ammore"
- Nicola Di Bari - Il mondo è grigio, il mondo è blu
- Nomadi - Dio è morto
- Nuovi Angeli - Ragazzina ragazzina
- Orietta Berti - Tu sei quello e Non illuderti mai
- Peppino Di Capri - Roberta e St. Tropez twist
- Piero Focaccia - Stessa spiaggia stesso mare
- Renato e i Profeti - Gli occhi verdi dell'amore e Lady Barbara
- Riccardo Del Turco - Luglio
- Ricky Gianco - Pugni chiusi
- Riki Maiocchi - Uno in più
- Rita Pavone - La partita di pallone e Cuore
- Rocky Roberts - Sono tremendo
- Sergio Endrigo - Io che amo solo te
- Tony Dallara - Ghiaccio bollente
- Umberto Bindi - Il nostro concerto
- Wess - I miei giorni felici
- Wilma Goich - Se stasera sono qui e Ho capito che ti amo

### La seconda edizione (1990)
La seconda edizione è stata trasmessa a partire dal 22 giugno, sempre su Canale 5 il venerdì sera. Conduttori furono Red Ronnie e Mara Venier con la partecipazione di Massimo Boldi e Teo Teocoli.
Vincitrice risultò Patty Pravo con il brano Pazza idea davanti ai Dik Dik con L'isola di Wight.

#### Finalisti
- Patty Pravo - Pazza idea
- Dik Dik - L'isola di Wight
- Adamo - La notte
- Bobby Solo - Domenica d'agosto
- Edoardo Vianello - O mio Signore
- Enzo Jannacci - El portava i scarp del tennis
- Formula 3 - Eppur mi son scordato di te
- Little Tony - La spada nel cuore
- Maurizio Vandelli - Nel cuore, nell'anima
- Nico Di Palo - Quella carezza della sera
- Piero Focaccia - Permette signora
- Ricky Shayne - Mamy blue

#### Altri partecipanti
- Adamo - Affida una lacrima al vento
- Bobby Solo - Siesta
- Bruno Filippini - Sabato sera
- Bruno Lauzi - Amore caro amore bello e Genova per noi
- Camaleonti - Io per lei e Viso d'angelo
- Collage - Due ragazzi nel sole
- I Corvi - Bang bang
- Cugini di Campagna - Anima mia
- Daniel Sentacruz Ensemble - Soleado
- Dario Baldan Bembo - Aria
- Delirium - Jesahel
- Dik Dik - Il primo giorno di primavera
- Dino - Te lo leggo negli occhi
- Donatello - Malattia d'amore
- Donovan - Mellow yellow e Laleña
- Drupi - Sereno è e Piccola e fragile
- Edoardo Vianello - Abbronzatissima
- Enzo Jannacci - L'armando
- Franco IV e Franco I - Ho scritto t'amo sulla sabbia
- Franco Simone - Tu...e così sia
- Gemelle Kessler - Da-da-un-pa e La notte è piccola
- Gens - Per chi
- Georges Moustaki - Lo straniero
- Gian Pieretti - Celeste
- Gianni Nazzaro - Quanto è bella lei
- Gianni Pettenati - La rivoluzione
- Il Giardino dei Semplici - M'innamorai
- Gloria Christian - Cerasella
- Iva Zanicchi - Testarda io (la mia solitudine) e Vivrò
- Jimmy Fontana - La mia serenata e La nostra favola
- Leano Morelli - Cantare, gridare
- Little Tony - Bada bambina
- Los Marcellos Ferial - Cuando calienta el sol e Sei diventata nera
- Luciano Rossi - Ammazzate oh!
- Mal - Occhi neri occhi neri e Parlami d'amore Mariù
- Marisa Sannia - Com'è dolce la sera
- Maurizio Vandelli - Casa mia
- Michele - Susan dei marinai
- Miranda Martino - Meravigliose labbra
- Mungo Jerry - In the summertime
- New Dada - Lady Jane e I'll go crazy
- Nico Di Palo - Una miniera
- Nicola Di Bari - Vagabondo e Chitarra suona più piano
- Nino Ferrer - Telephone
- Nomadi - Come potete giudicar
- Nuovi Angeli - Donna felicità
- Orchestra Spettacolo Casadei - Ciao mare e Simpatia
- Orietta Berti - Fin che la barca va e Quando l'amore diventa poesia
- Paolo Mengoli - Mi piaci da morire
- Patrick Samson - Soli si muore
- Patty Pravo - La bambola
- Remo Germani - Baci
- Renato e i Profeti - Ho difeso il mio amore
- Renegades - Cadillac
- Riccardo Del Turco - Figlio unico
- Richard Anthony - Cin cin
- Ricky Shayne - Uno dei Mods
- Riki Maiocchi - C'è chi spera
- Robertino - Un bacio piccolissimo
- Rocco Granata - Marina
- Rosanna Fratello - Sono una donna, non sono una santa e Non sono Maddalena
- Sergio Leonardi - Non ti scordar di me
- Shel Shapiro - Ma che colpa abbiamo noi e È la pioggia che va
- Stefano Rosso - Una storia disonesta
- Tony Cucchiara - Se vuoi andare vai
- Tony Dallara - Ti dirò
- Umberto Balsamo - L'angelo azzurro
- Umberto Bindi - Arrivederci
- Wilma Goich - In un fiore